# Юньчэнская операция
Юньчэнская операция (кит. упр. 运城战役, палл. Юньчэн чжаньи, буквально: «Боевые действия в районе Юньчэна») — боевые действия в южной части провинции Шаньси в 1947 году во время гражданской войны в Китае.

## Предыстория
Юньчэн расположен в южной части провинции Шаньси и считается «южными вратами» Тайюани. После капитуляции Японии его заняли войска Янь Сишаня, считавшего провинцию Шаньси своей вотчиной, а осенью 1946 года к ним присоединились войска Центрального правительства под командованием Ху Цзуннаня. Во время Второй мировой войны город был сильно укреплён японцами, добавившими к средневековым фортификациям современные инженерные сооружения.

## Первый штурм Юньчэна
4 апреля 1947 года войска Шаньси-Хэбэй-Шаньдун-Хэнаньской полевой армии китайских коммунистов начали наступление на южные районы провинции Шаньси. 27 апреля Центральный военный совет отдал приказ: взять Юньчэн и Люйлян. Выполняя приказ, войска Тайюэского военного округа под командованием Ван Синьтина заняли уезды Сянлин, Фэньчэн, Пусянь и Сяннин, уничтожив свыше 5000 солдат противника. Одновременно с этим войска под командованием Чэнь Гэна окружили Юньчэн.
1 мая, чтобы отвлечь внимание обороняющихся, была предпринята атака на аэродром северо-западнее Юньчэна. 9 мая начались бои по всему периметру обороны города, однако коммунистам так и не удалось прорвать гоминьдановскую оборону.

## Второй штурм Юньчэна
8 октября Ван Синьтин начал второй штурм Юньчэна. Завязались упорные бои, в которых обе стороны несли большие потери. Окончательно Юньчэн был взят коммунистами лишь 28 декабря.

## Итоги и последствия
Падение Юньчэна сильно осложнило для гоминьдановцев обстановку во всей южной Шаньси, так как в результате Линьфэнь оказался в изоляции.